# Air Accident Investigation Bureau of Singapore
L'Air Accident Investigation Bureau of Singapore (AAIB) est l'organisme singapourien permanent chargé des enquêtes sur les accidents aériens en Singapour. Fondé en 2002, l'AAIB a son siège au terminal 2 de l'aéroport de Changi.